# XI Universiade invernale
La XI Universiade invernale (Единадесетата зимна универсиада) si è svolta dal 17 al 27 febbraio 1983 a Sofia, in Bulgaria.

## Medagliere
Paese ospitante 
| Pos.   | Paese            | Oro | Argento | Bronzo | Totale |
| ------ | ---------------- | --- | ------- | ------ | ------ |
| 1      | Unione Sovietica | 10  | 9       | 5      | 24     |
| 2      | Cecoslovacchia   | 5   | 4       | 2      | 11     |
| 3      | Italia           | 3   | 2       | 1      | 6      |
| 4      | Bulgaria         | 1   | 3       | 3      | 7      |
| 5      | Francia          | 1   | 1       | 1      | 3      |
| 6      | Svizzera         | 1   | 0       | 0      | 1      |
| 6      | Giappone         | 1   | 0       | 0      | 1      |
| 8      | Spagna           | 1   | 0       | 0      | 1      |
| 9      | Romania          | 0   | 1       | 1      | 2      |
| 10     | Jugoslavia       | 0   | 1       | 0      | 1      |
| 11     | Polonia          | 0   | 0       | 3      | 3      |
| 12     | Finlandia        | 0   | 0       | 2      | 2      |
| 12     | Stati Uniti      | 0   | 0       | 2      | 2      |
| 14     | Cina             | 0   | 0       | 1      | 1      |
| Totale | Totale           | 23  | 21      | 21     | 65     |